# رفيق توزجو أوغلو
رفيق توزجو أوغلو ( من مواليد 1967 ، قونية ) هو سياسي تركي و صحفي وعضو مجلس سياسات الحكم المحلي في الرئاسة التركية.

## الحياة الشخصية
درس في ثانوية الإمام الخطيب وتخرج من كلية العلوم السياسية في جامعة إسطنبول.

## الحياة السياسية
ساهم في عملية تأسيس منظمة لحزب العدالة والتنمية في مدينة قونية وشغل منصب رئيس بلدية مرام في الفترة 2004-2009. في عام 2015 و شغل منصب منسق الإدارات المحلية في مقر حزب العدالة والتنمية.
وشغل منصب نائب وكيل وزارة البيئة والتخطيط العمراني بين 2016-2018 ، وعمل كعضو في İLBANK A.Ş. كما استمر في شغل منصب نائب رئيس مجلس الإدارة.
واعتبارًا من عام 2018 ، كان عضوًا في مجلس رئاسة سياسات الحكومة المحلية. في 2018-2019 ، شغل منصب الأمين العام لبلدية أنقرة الحضرية. 